# Menophra postdentaria
Menophra postdentaria là một loài bướm đêm trong họ Geometridae.